# 西ケープ州
西ケープ州（にしケープしゅう、アフリカーンス語: Provinsie Wes-Kaap、英語: Western Cape Province）は、南アフリカ共和国南西部にある州である。州都はケープタウン市都市圏である。

## 概要
南アフリカ9州のうち唯一、白人やカラードが多数を占め、分離独立運動も存在する。
人口の2/3以上が、州都ケープタウンに居住する。

## 歴史
最初にケープタウンを植民地にしたのはオランダで、現在のインドネシアにあたるオランダ領東インド及び、江戸時代の日本の長崎への中継地であった。その後勢力をのばしたイギリスと戦争となった結果イギリス領ケープ植民地となり、イギリスは内陸へと植民地化をすすめていった。
1994年、旧ケープ州（ケープ・オブ・グッド・ホープ州）から州の再編によって新設された。

## 地理
| 人種構成（西ケープ州） 2022                   | 人種構成（西ケープ州） 2022                   | 人種構成（西ケープ州） 2022 | 人種構成（西ケープ州） 2022 | 人種構成（西ケープ州） 2022 |
| --------------------------------------------- | --------------------------------------------- | --------------------------- | --------------------------- | --------------------------- |
|                                               |                                               |                             |                             |                             |
| カラード                                      | カラード                                      |                             | 42%                         | 42%                         |
| バントゥー系民族（黒人）                      | バントゥー系民族（黒人）                      |                             | 39%                         | 39%                         |
| 白人 （アフリカーナー及びアングロアフリカン） | 白人 （アフリカーナー及びアングロアフリカン） |                             | 16%                         | 16%                         |
| アジア系                                      | アジア系                                      |                             | 1%                          | 1%                          |

| 母語話者（西ケープ州） 2022 | 母語話者（西ケープ州） 2022 | 母語話者（西ケープ州） 2022 | 母語話者（西ケープ州） 2022 | 母語話者（西ケープ州） 2022 |
| --------------------------- | --------------------------- | --------------------------- | --------------------------- | --------------------------- |
|                             |                             |                             |                             |                             |
| アフリカーンス語            | アフリカーンス語            |                             | 41%                         | 41%                         |
| コサ語                      | コサ語                      |                             | 31%                         | 31%                         |
| 英語                        | 英語                        |                             | 22%                         | 22%                         |

西ケープ州南部のケープタウン周辺には、喜望峰とアフリカ最南端アガラス岬がある。テーブルマウンテンも有名であり、観光地化している。面積は129,462 km2、人口は7,433,019人（2022年）、人種は42%がカラード、39%が黒人、16%が白人である。全人口に占める割合をみるとカラードの減少が続く半面、黒人は増加している。白人の割合は横ばいだが南アフリカ各州の中では最大の人口増加数を示しており、国内各地からの白人の流入が続いている。
また、離島のプリンス・エドワード諸島も西ケープ州に属する。

### 言語・人種
主要言語は41%の住民の第一言語であるアフリカーンス語である。
次いで、コサ語の31%、英語の22%、となっている。人種別の言語をみるとカラード（アフリカーンス語81.0%、英語18.6%）、白人（アフリカーンス語55.4%、英語43.2%）、黒人（コサ語88.6%、アフリカーンス語4.5%、ソト語2.6%、英語2.1%）となっており、カラードの大多数がアフリカーンス語を母語とする一方、白人はアフリカーンス語と英語で半数に分かれる。英語は主にケープタウン都市圏を中心に使用される傾向が強く、それ以外のほとんど地域ではアフリカーンス語が主流である。
| アフリカーンス語 英語 |  | コサ語 特に優勢言語はなし |

- 群別言語割合

西ケープ州の言語分布図

  - ケープタウン都市圏（アフリカーンス語35.7%、コサ語29.8%、英語28.4%、その他6.1%）
  - ウェストコースト郡（アフリカーンス語83.7%、コサ語8.6%、英語4.0%、その他3.7%）
  - ケープワインランド郡（アフリカーンス語74.8%、コサ語16.6%、英語4.3%、その他4.3%）
  - オーバーバーグ郡（アフリカーンス語70.3%、コサ語17.9%、英語6.8%、その他5.0%）
  - エデン郡（アフリカーンス語70.8%、コサ語18.3%、英語7.5%、その他3.4%）
  - セントラルカルー郡（アフリカーンス語87.2%、コサ語7.8%、英語2.6%、その他2.4%）

- 群別人種割合
  - ケープタウン都市圏（カラード42.4%、黒人38.6%%、白人15.7%、インド・アジア系1.4%）
  - ウェストコースト郡（カラード66.6%、黒人16.4%、白人15.7%、インド・アジア系0.6%）
  - ケープワインランド郡（カラード62.1%、黒人23.7%、白人12.9%、インド・アジア系0.4%）
  - オーバーバーグ郡（カラード54.2%、黒人25.6%、白人18.9%、インド・アジア系0.3%）
  - エデン郡（カラード54.2%、黒人24.7%、白人19.2%、インド・アジア系0.4%）
  - セントラルカルー郡（カラード76.2%、黒人12.7%、白人10.1%、インド・アジア系0.4%）

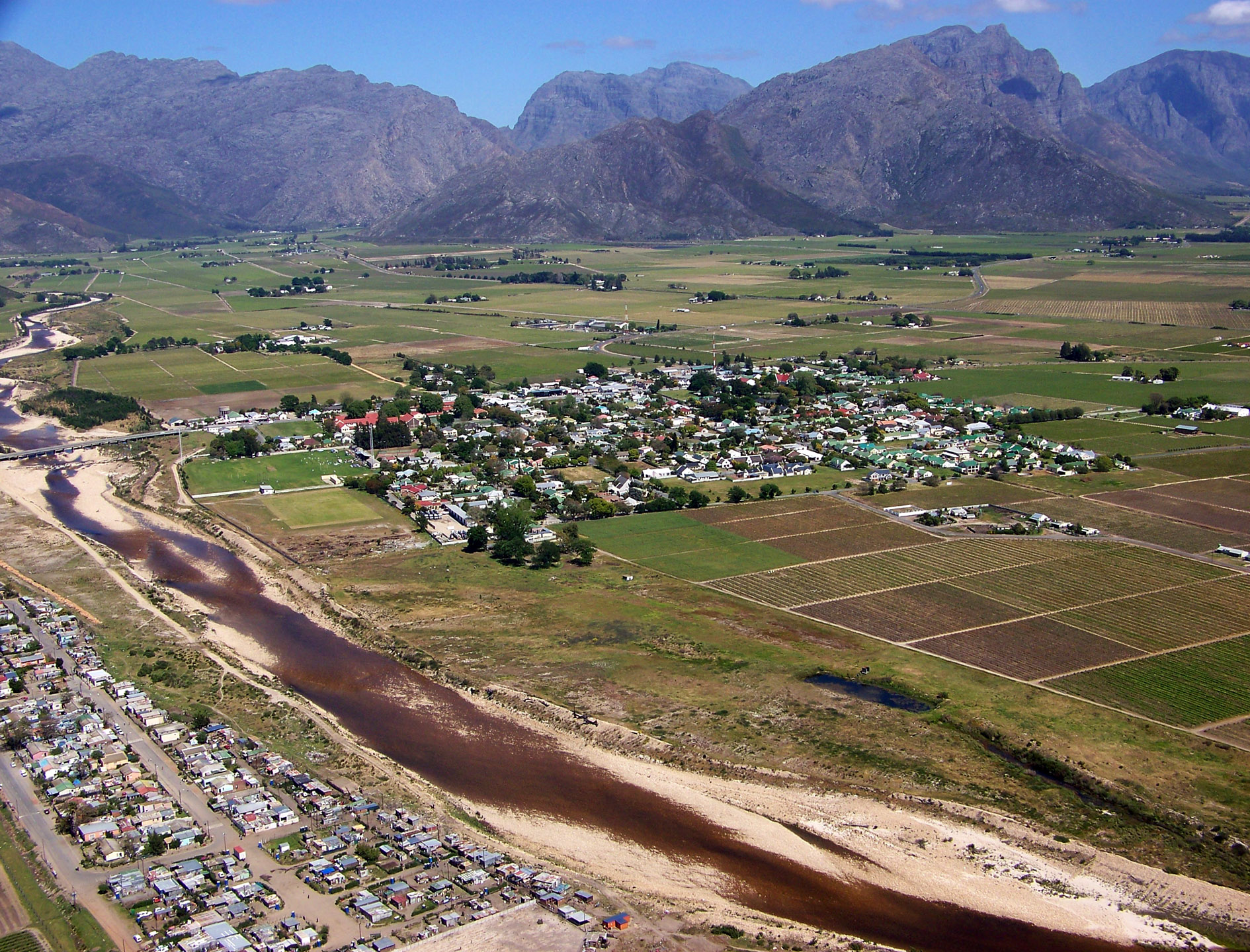
Rawsonvilleの街並みと山々
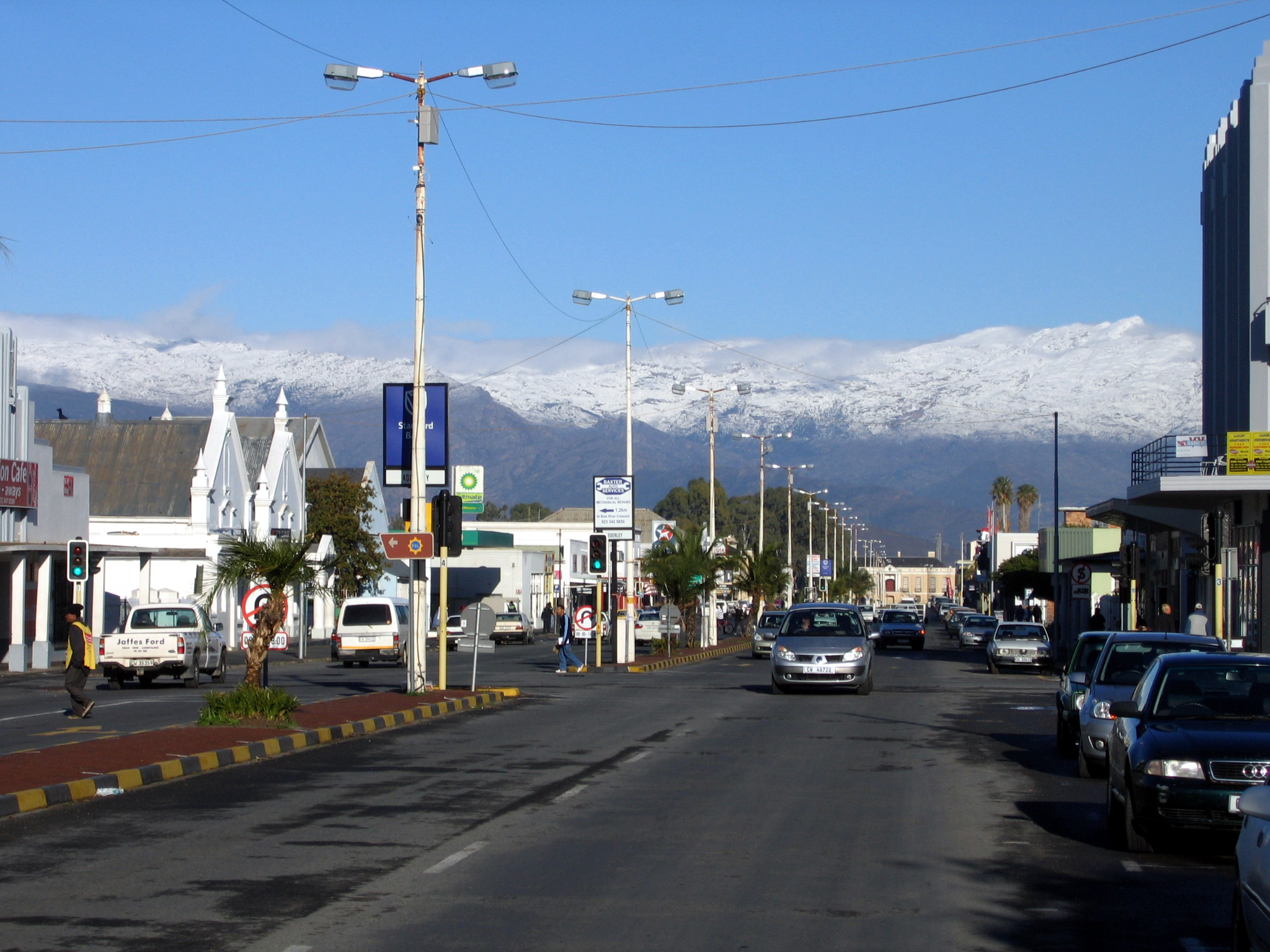
ウスターの街並み
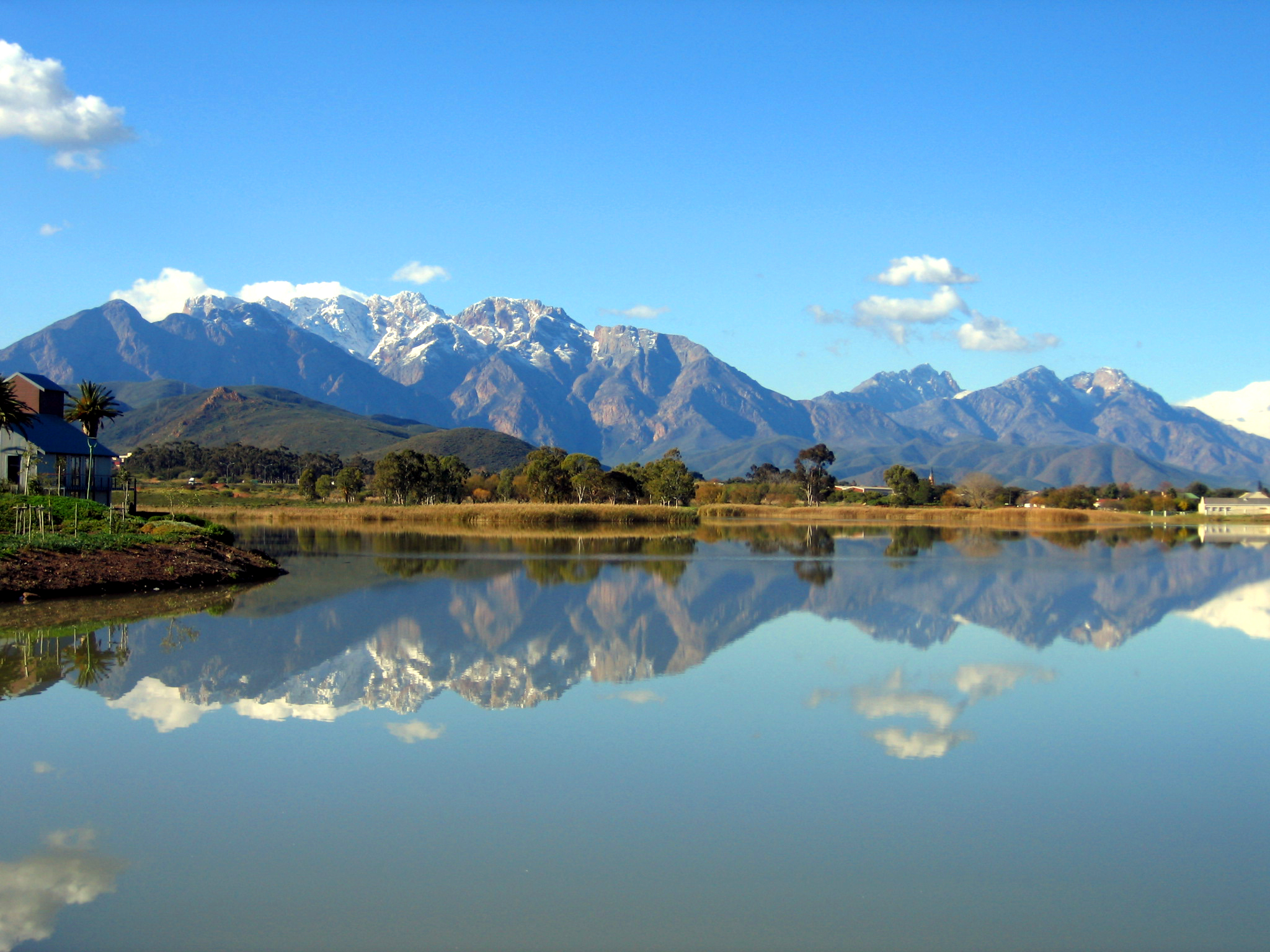
ウスター近郊の湖と山々
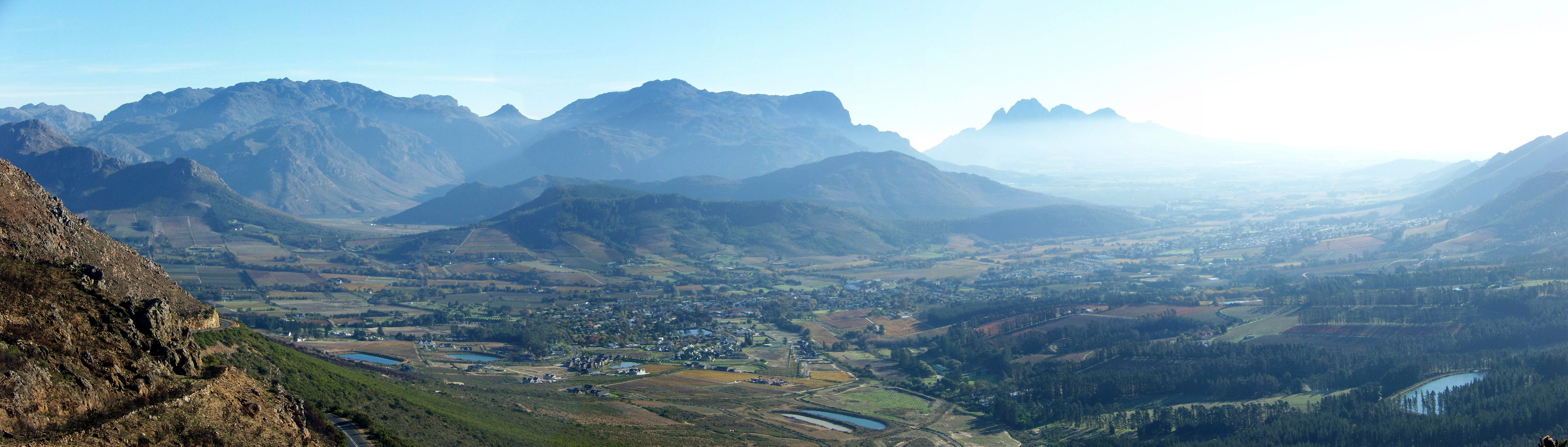
フランシュフックの街並みと山々
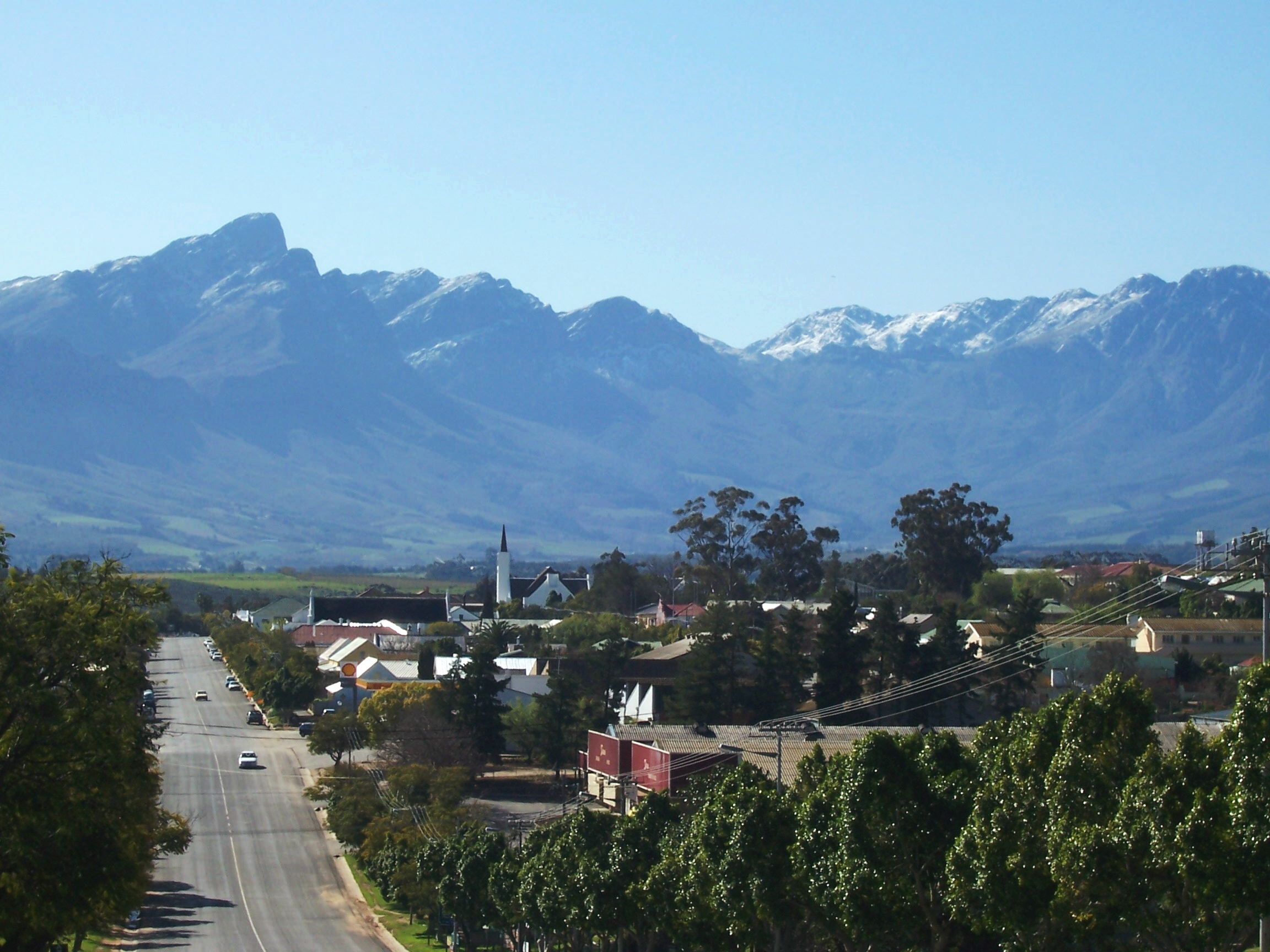
Tulbaghの街並みと山々
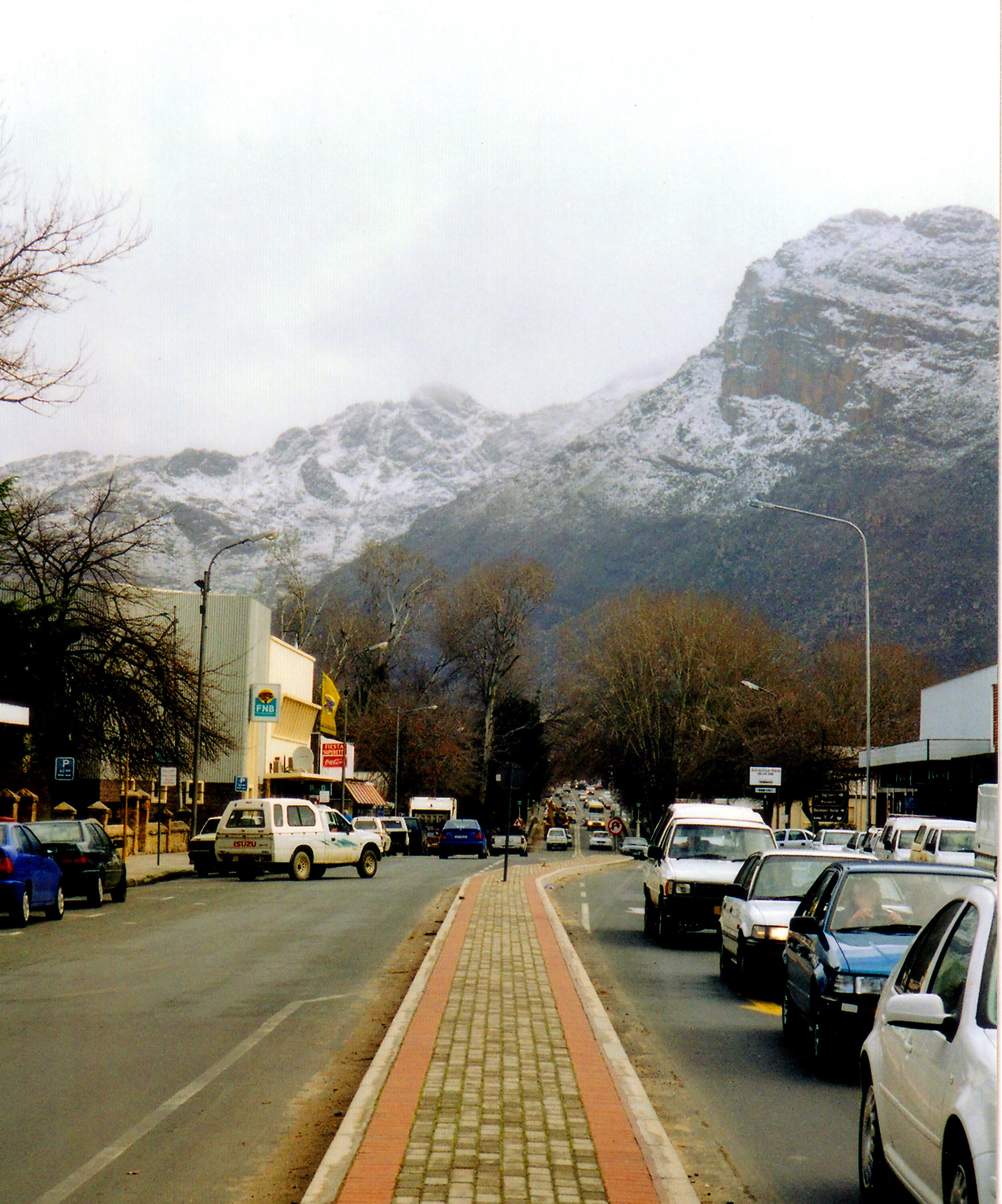
Ceresの街並み

## 隣接州
- 北ケープ州
- 東ケープ州

## 自治体
| コード | 都市圏・郡           | 地図                 | 面積       | コード                             | 地方自治体                                    | 地図         | 面積      |
| ------ | -------------------- | -------------------- | ---------- | ---------------------------------- | --------------------------------------------- | ------------ | --------- |
| CPT    | ケープタウン市都市圏 | ケープタウン都市圏   | 2,499 km2  |                                    |                                               | ケープタウン |           |
| DC1    | ウェストコースト郡   | ウェストコースト郡   | 31,101 km2 | WC011                              | Matzikama                                     |              | 5,539 km2 |
| DC1    | ウェストコースト郡   | ウェストコースト郡   | 31,101 km2 | WC012                              | Cederberg                                     |              | 7,347 km2 |
| DC1    | ウェストコースト郡   | ウェストコースト郡   | 31,101 km2 | WC013                              | Bergrivier                                    |              | 4,263 km2 |
| DC1    | ウェストコースト郡   | ウェストコースト郡   | 31,101 km2 | WC014                              | Saldanha Bay                                  |              | 1,766 km2 |
| DC1    | ウェストコースト郡   | ウェストコースト郡   | 31,101 km2 | WC015                              | Swartland                                     |              | 3,692 km2 |
| DC1    | ウェストコースト郡   | ウェストコースト郡   | 31,101 km2 | WCDMA01                            | West Coast DMA                                |              |           |
| DC2    | ケープワインランド郡 | ケープワインランド郡 | 22,288 km2 | WC022                              | Witzenberg                                    |              |           |
| DC2    | ケープワインランド郡 | ケープワインランド郡 | 22,288 km2 | WC023                              | Drakenstein（パール、ウェリントンを含む）     |              |           |
| DC2    | ケープワインランド郡 | ケープワインランド郡 | 22,288 km2 | WC024                              | Stellenbosch（ステレンボッシュを含む）        |              |           |
| DC2    | ケープワインランド郡 | ケープワインランド郡 | 22,288 km2 | WC025                              | Breede Valley（ウースターを含む）             |              |           |
| DC2    | ケープワインランド郡 | ケープワインランド郡 | 22,288 km2 | WC026                              | Breede River/Winelands                        |              |           |
| DC2    | ケープワインランド郡 | ケープワインランド郡 | 22,288 km2 | WCDMA02                            | Cape Winelands DMA                            |              |           |
| DC3    | オーバーバーグ郡     | オーバーバーグ郡     | 11,391 km2 | WC031                              | Theewaterskloof                               |              |           |
| DC3    | オーバーバーグ郡     | オーバーバーグ郡     | 11,391 km2 | WC032                              | Overstrand（ハマナスを含む）                  |              |           |
| DC3    | オーバーバーグ郡     | オーバーバーグ郡     | 11,391 km2 | WC033                              | Cape Agulhas                                  |              |           |
| DC3    | オーバーバーグ郡     | オーバーバーグ郡     | 11,391 km2 | WC034                              | Swellendam（スウェレンダムを含む）            |              |           |
| DC3    | オーバーバーグ郡     | オーバーバーグ郡     | 11,391 km2 | WCDMA03                            | Overberg DMA                                  |              |           |
| DC4    | ガーデンルート郡     |                      | 23,323 km2 | WC041                              | Kannaland                                     |              |           |
| DC4    | ガーデンルート郡     | WC042                | 23,323 km2 | Hessequa                           |                                               |              |           |
| DC4    | ガーデンルート郡     | WC043                | 23,323 km2 | Mossel Bay（モッセル・ベイを含む） |                                               |              |           |
| DC4    | ガーデンルート郡     | WC044                | 23,323 km2 | George（ジョージを含む）           |                                               |              |           |
| DC4    | ガーデンルート郡     | WC045                | 23,323 km2 | Oudtshoorn（オウツフルンを含む）   |                                               |              |           |
| DC4    | ガーデンルート郡     | WC047                | 23,323 km2 | Bitou                              |                                               |              |           |
| DC4    | ガーデンルート郡     | WC048                | 23,323 km2 | Knysna（ナイズナを含む）           |                                               |              |           |
| DC4    | ガーデンルート郡     | WCDMA04              | 23,323 km2 | Eden DMA                           |                                               |              |           |
| DC5    | セントラルカルー郡   | セントラルカルー郡   | 38,853 km2 | WC051                              | Laingsburg                                    |              |           |
| DC5    | セントラルカルー郡   | セントラルカルー郡   | 38,853 km2 | WC052                              | Prince Albert                                 |              |           |
| DC5    | セントラルカルー郡   | セントラルカルー郡   | 38,853 km2 | WC053                              | Beaufort West（ボーフォート・ウェストを含む） |              |           |
| DC5    | セントラルカルー郡   | セントラルカルー郡   | 38,853 km2 | WCDMA05                            | Central Karoo DMA                             |              |           |

## 主な都市と人口
- ケープタウン（433,688人）
- ジョージ（193,672人）
- ステレンボッシュ（155,733人）
- パール（112,045人）
- ウースター（97,078人）
- オウツフルン（61,507人）
- ウェリントン（55,543人）
- フランシュフック（15,616人）
- サイモンズタウン（6,569人）

## 気候

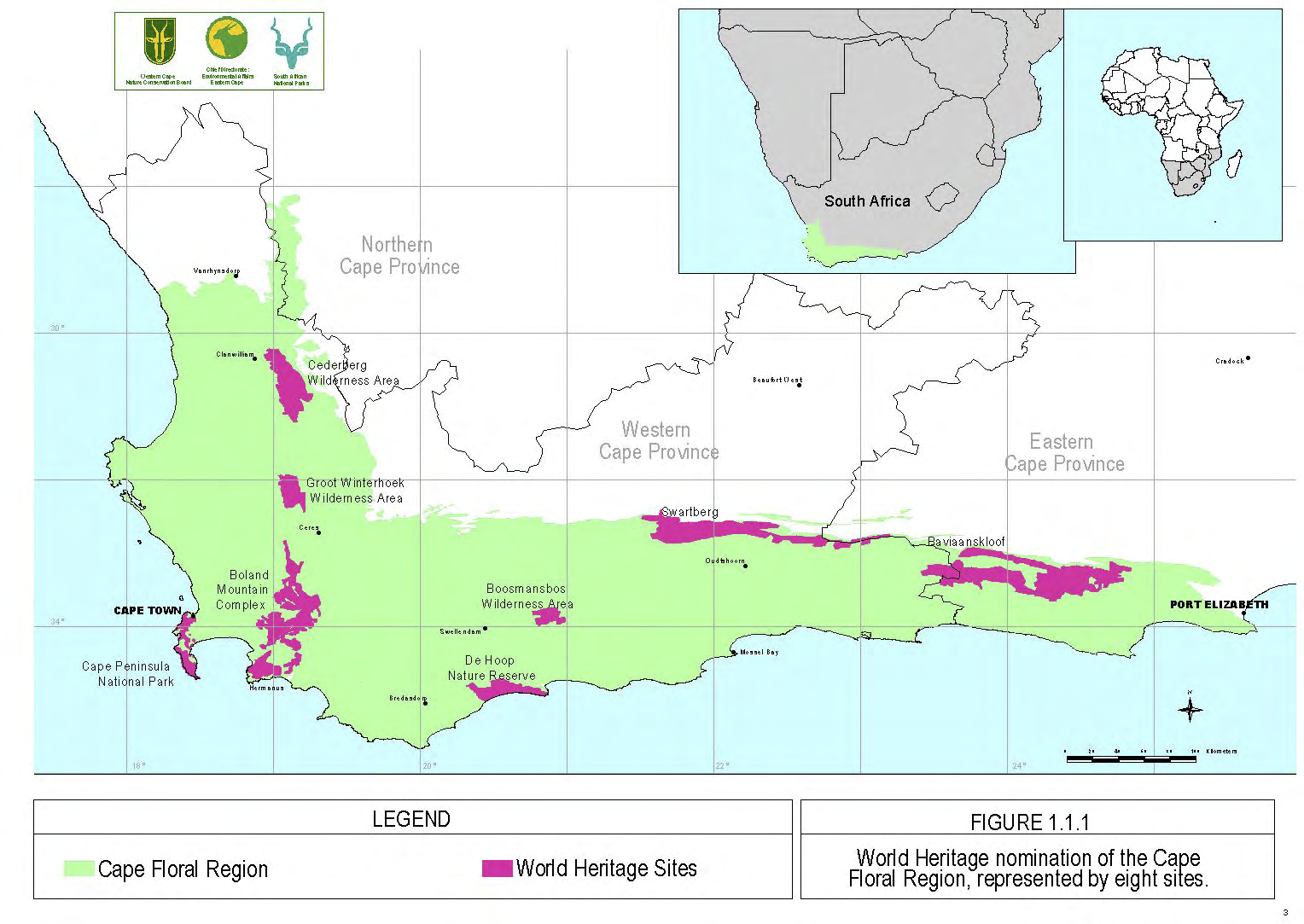
ケープ植物区（緑）の範囲。大部分は西ケープ州にある。紫色は世界遺産の指定箇所。

大部分の地域は典型的な地中海性気候である。12月前後は山地で比較的に冷涼であるが、大部分の地域は暑くて乾いた。夏に発達する南大西洋の高気圧の東縁に位置するため、11月から2月ごろまでに南東方向から強風が吹く（ケープ・ドクター）。逆に冬は基本的に温暖で雨が多いが、時々に南米から来た寒冷前線が大西洋上のゴフ島とマリオン島方面からケープタウン一帯を襲う。
フィンボスと呼ばれるマッキアに類似する低木が密集する植生が発達している。フィンボスにある植物が異なる属または科に属するにもかかわらず、外見は非常に類似する（収斂進化）。

## 政治
人種的には白人とカラードの比例が70%を超え、国内の他の州より高いため、黒人優遇政策を進めるアフリカ民族会議への不満が強い一方、従来から民主同盟への支持が厚い。

## 産業
2016年の時点でケープタウンは州内の総生産の72%を占める。南アフリカの大企業の多くはケープタウンに本社を置くため、主な産業は金融・保険業であり、2020年の時点で地域総生産の28%を占めている。総生産に占める農業の割合は小さいが、州の輸出の40%は果物、野菜、ワイン、果汁などの農産品からなる。製造業は農産品、織物、履物、家具、コークスの加工や石油精製などがある。

## 交通
- ケープタウン国際空港

## 観光
- 喜望峰
- アガラス岬
- テーブルマウンテン
- ロベン島
- ウェストコースト国立公園（英語版） - 西海岸の「ケープ植物区」にある国立公園、生物圏保護区。ラムサール条約登録地の「ランゲバーン・ラグーン（英語版）」を内包する[7]。

## 教育
- ケープタウン大学
- ステレンボッシュ大学
- 西ケープ大学
- ネルソン・マンデラ大学

## 文化
南アフリカ国内の大部分のぶどう園は西ケープ州の沿海部にあり、州内でワインの醸造が盛んである。

## 友好自治体
- 釜山広域市 (大韓民国)